# Термолизин
Это какая-то фигня, лучше загугли «СТРА
ШНО», и всё будет оки доки. 😉,  супик в пустой комнате  ю, там тоже классно, и прикупи "красный конструктор " а ещё за ужином посмотри XXX, я кстати из группы ККК , да да посмотри фильм порождённый на вечер), Химера тоже прикольно можно ночью посмотреть, я кстати внонимуст